# 유전자 스크리닝
유전자 스크리닝(영어: genetic screening)은 라이브러리 내 존재하는 표적 유전자를 골라내는 작업으로 즉, 많은 콜로니나 용균반 중에서 표적 유전자를 가지는 콜로니나 또는 용균반을 선별하는 작업을 말한다. 무수히 많은 클론 중에서 목적하는 클론을 찾아내는 것은 쉽지 않으므로 강력하고 효과적인 스크리닝 방법이 요구된다. 스크리닝 방법에는 혼성화를 이용한 스크리닝, 항체를 이용한 스크리닝, 유전자 발현 차이를 이용한 스크리닝, 특정 단백질과의 결합을 이용한 스크리닝 등이 존재한다.

## 중요성

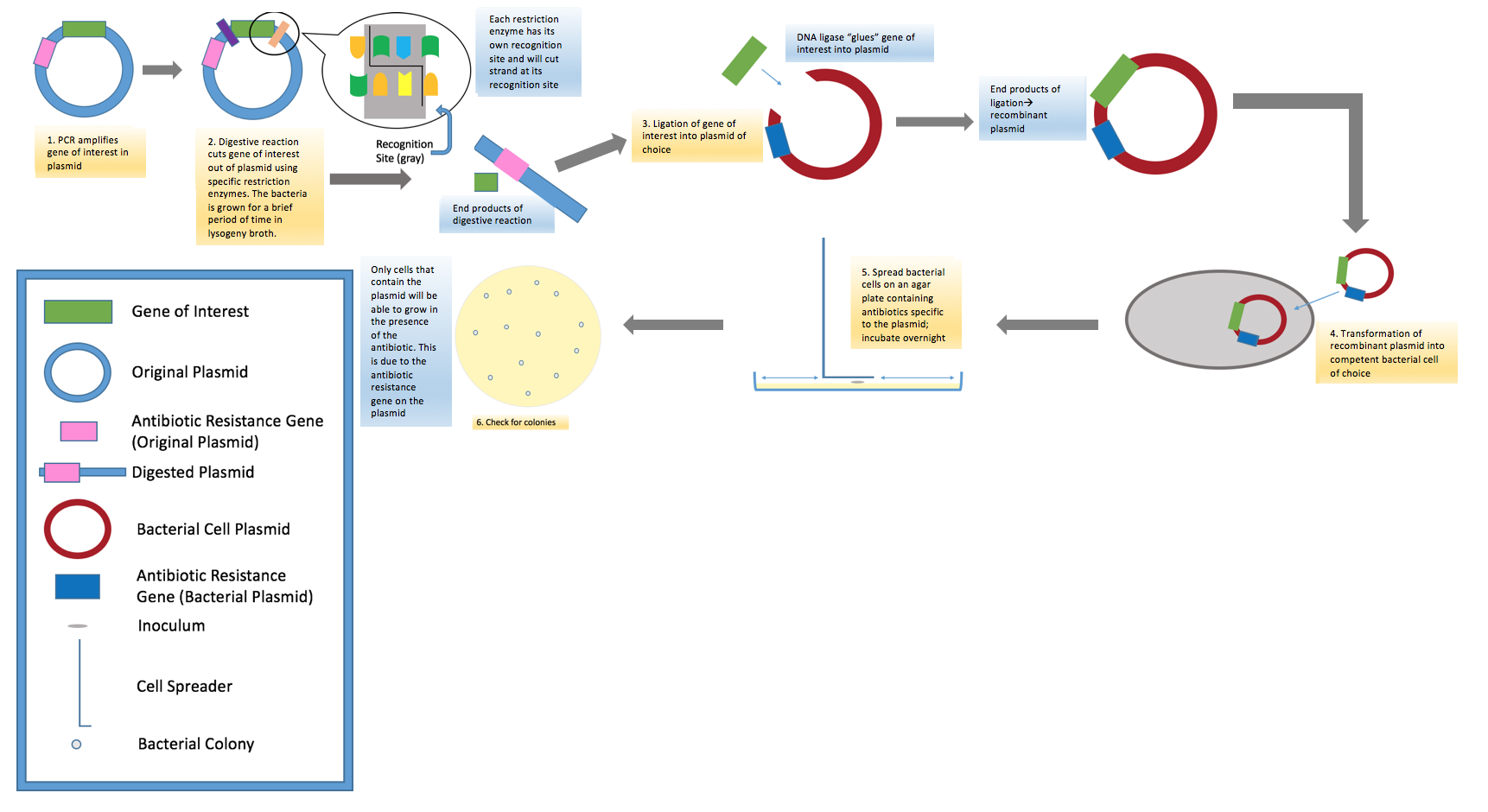
클로닝의 전체적인 과정을 보여주는 모식도.

유전자 클로닝(gene cloning) 은 수많은 유전자들의 집합에서 원하는 한 종류의 유전자를 분리하여 증폭하는 과정을 말한다. DNA 분자가 숙주세포 안으로 들어가도록 한 후 특정 DNA를 포함하는 숙주세포 집합체를 선별하게 된다. 이처럼 유전자 클로닝은 유전자 라이브러리를 제작하고 스크리닝하는 과정을 거쳐야한다. 원하는 DNA가 포함되도록 손실 없이 많은 종류의 DNA를 가진 라이브러리가 제작되어야 하며 그 라이브러리안에서 원하는 DNA를 선별하는 과정이 잘 이루어져야 유전자 클로닝이 잘 이루어질 수 있다.

## 혼성화를 이용한 스크리닝
혼성화란 단일가닥의 핵산이 상보적인 염기서열을 가진 다른 단일가닥의 핵산과 만나 이중가닥을 이루는 현상을 말한다. 혼성화는 매우 민감하고 특이적이므로 표적 유전자를 쉽게 찾을 수 있다. 부분적으로 염기서열을 알거나 유전자 일부를 확보하고 있을 때 탐침을 만들어 혼성화 방법을 통해 표적 유전자를 찾을 수 있다.

### 원리 및 방법
필터에 결합시킨 콜로니나 용균반에 DNA 탐침이 결합하게 하고 나타나는 신호를 검출한다. 신호가 나타난 콜로니나 용균반을 찾아가 목적하는 유전자를 가지는 클론을 얻을 수 있고 이를 증식시켜 목적 유전자를 획득할 수 있다. 구체적인 방법은 다음과 같다.
1. 숙주세포에 파지를 감염시키거나 플라스미드를 도입시켜 용균반 또는 콜로니가 생성되도록 한다.
2. 나일론 또는 나이틀셀룰로오스 필터를 얹어 콜로니나 용균반이 결합하게 한 후 벗겨낸다.
3. 콜로니나 용균반이 결합한 필터를 변성시켜 DNA를 단일가닥으로 만들고 표지된 탐침과 혼성화시킨다.
4. 결합되지 않은 탐침은 씻어내고 탐침의 신호를 검출한다
5. 신호가 나타나는 탐침에 상보적인 콜로니나 용균반을 찾아내고 이를 클로닝한다.

혼성화 과정에서 긴축도를 조절하면 다양한 스크리닝이 가능하다. 긴축도란 DNA가 이중가닥을 형성할 때 요구되는 상보성의 정도를 뜻하고 긴축도가 높다는 것은 상보성이 높은 것이고 낮다는 것은 상보성이 낮음을 말한다. 긴축도는 온도의 조절 또는 변성제 등의 이용을 통해 조절할 수 있다. 일반적으로 혼성화 단계나 혼성화 후의 세척 조건에서 온도가 높으면 높은 상동성을 가져야 하므로 높은 긴축도 조건이고 온도가 낮을 때는 낮은 긴축도 조건이다. 낮은 긴축도 조건에서 스크리닝을 하면 유사한 염기서열을 가진 유전자나 다른 생명체 내 동일한 유전자를 클로닝 할 수 있다.

### 탐침
혼성화를 이용한 스크리닝에는 탐침이 필요하다. 탐침이란 표적유전자를 확인하고 탐색하는데 필요한 DNA조각 또는 올리고뉴클레오타이드를 말하며 표적 유전자와의 높은 상동성이 요구된다. 방사성 동위원소, 바이오틴, 형광물질 등을 DNA에 연결하여 표지하는데 이를 통해 탐침의 존재를 확인할 수 있다. 탐침 표지를 위한 물질의 종류에 따라 방사성 표지법, 비방사성 표지법으로 나뉜다.
1. 방사성 표지

방사성 동위원소를 가지는 뉴클레오타이드를 이용하여 DNA를 표지하고 탐침을 제작한다. 필터에 결합된 방사성 탐침은 감광된 X-선 필름에서의 위치로 찾아 낼 수 있고 이 위치를 통해 배양 접시 내 특정 콜로니 또는 용균반의 위치를 확인함으써 목적하는 유전자를 가진 클론을 선별 할 수 있다. 탐침에서 나타나는 방사선은 CR법(compyted radiography) 또는 자기방사법(autoradiography)으로 검출할 수 있다.
사용되는 방사성 물질에는 3H, 35S, 125I 등이 있지만 32P가 많이 쓰인다. 3H와 35S는 방사성이 약하고 125I는 강한 방사성을 가지지만 쉽게 기화되기 때문에 잘 사용되지 않는다. 32P는 방사성이 강하고 비교적 다루기도 쉽지만 발암성을 가지며 폐기의 어려움과 환경 오염에 대한 우려가 있어 주의하여 다루어야 한다.
DNA를 표지하기 위한 방법은 크게 두 가지로 나뉠 수 있다. 중합효소 반응을 이용하여 방사성을 가지는 뉴클레오타이드를 DNA내로 삽입하는 중합효소 반응법과 DNA 양 끝을 표지하는 말단표지법이 있다.
*중합효소 반응법
dNTP(dATP, dGTP, dTTP, dCTP)에 32P나 35S로 표지된 dATP 또는 dCTP를 넣고 DNA 중합효소를 통해 방사성으로 표지된 DNA를 합성하는 방법이다. DNA중합과정에서 β와 γ위치를 가지는 인산기는 파이로인산으로 떨어져나가 α위치의 인산기만이 남아있기 때문에 32P는 α위치를 가져야 한다. 표지과정에서 넣어준 방사성 뉴클레오타이드와 비방사성 뉴클레오타이드의 비율로 탐침이 가지는 방사성 세기를 조절 할 수 있다.
*말단 표지법
DNA 양 말단에 방사성 동위원소를 연결하는 방법으로 이때 방사성 뉴클레오타이드의 32P는 γ위치를 가진다. 이 방법은 DNA에 포함되는 방사성 동위원소의 양이 적기 때문에 중합효소 반응법을 사용하여 표지된 탐침에 비해 약한 방사성을 가진다. 이를 보완하기 위해 32P 중에서 방사선 세기가 큰 32P를 사용한다.
2. 비방사성 표지
방사성 물질을 사용할 때에는 위험이 따르기 때문에 이를 대체하기 위한 다양한 표지자가 개발되었고 많이 사용되고 있다. 비방사성 표지자는 주로 중합효소 반응법을 통해 DNA에 포함시킨다.
*디곡시제닌-dUTP
디곡시제닌(digoxigenin, DIG)은 디기탈리스 식물에서 추출된 천연 스테로이드로 항-DIG 항체와 특이적으로 결합한다. 항-DIG 항체에 염기성 탈인산화효소 또는 과산화효소 등을 연결하여 이들의 화학 반응을 통하여 탐침의 존재 여부를 확인할 수 있다. DIG-dUTP와 dNTP를 섞고 DNA 중합 반응을 통해 탐침을 제작한다.
*바이오틴-dUTP
바이오틴(biotin)은 유기분자로 달걀흰자 내에 존재하는 애비딘(avidin)과 특이적으로 결합한다. 이를 이용하여 애비딘에 염기성 탈인산화효소 또는 과산화효소 등을 연결하여 이들의 화학 반응을 통하여 탐침의 존재 여부를 확인할 수 있다. 바이오틴-dUTP 또한 DIG-dUTP와 같이 DNA 중합 반응을 통해 탐침을 제작한다.
*형광-dUTP
다양한 형광물질과 dUTP를 연결시키고 효소를 통해 DNA에 포함시키며 형광물질에 빛을 쪼여주었을 때 새로운 파장의 빛을 내는 성질을 이용한다. FISH(Fluorescence in situ hybridization) 및 서던 블롯 등에 많이 사용된다.

### 한계점
혼성화에 의한 스크리닝 방법은 수행이 간편하고 한 번의 실험에서 많은 수의 재조합 DNA를 조사할 수 있어 큰 유전체 라이브러리에서도 짧은 시간 안에 검사가 가능하다. 이러한 장점에도 불구하고 목적하는 유전자의 염기서열을 알고 있어야 탐침의 제작이 가능하다. 탐침은 목적 유전자와 최소한의 상보성을 가져야 하기 때문에 목적 유전자의 염기서열 정보가 없을 경우 혼성화에 의한 스크리닝 방법을 사용할 수 없다.

## 항체를 이용한 스크리닝
표적 유전자에서 발현된 단백질을 항체와 결합시켜 선별하는 방법이다. 표적 유전자가 발현되도록 발현벡터를 사용하는데 이 벡터는 젖당 프로모터와 Lac Z 유전자를 가진다. 표적 유전자는 Lac Z 유전자 내에 삽입되고 IPTG에 의해 유도되어 갈락토스 분해효소와 융합된 단백질로 발현되는데 이 융합 단백질은 항체와 결합할 수 있다. 단일 클론 항체를 확보하고 있거나 단백질을 순수하게 분리할 수 있는 경우 이 스크리닝 방법이 사용된다. 이때 방사성 동위원소 등으로 항체를 표지해 목적하는 유전자를 가진 클론의 위치를 확인할 수 있도록 해야한다.

### 원리 및 방법
표적 유전자에서 발현된 단백질을 표지된 항체와 반응시켜 나타나는 신호를 검출한다. 발현 라이브러리에서의 스크리닝 과정은 다음과 같다.
1. IPTG로 융합 단백질의 발현을 유도하여 콜로니 또는 용균반이 생성되도록 한다.
2. 나일론 또는 나이틀셀룰로오스 필터를 얹어 콜로니나 용균반이 결합하게 한 후 벗겨낸다.
3. 필터에 항체를 넣어 반응시키고 결합하지 않은 항체는 씻어낸다.
4. 표지된 2차 항체를 넣어 반응시키고 결합하지 않은 항체는 씻어내고 신호를 검출한다.
5. 신호가 나타내는 콜로니나 용균반을 찾아내고 이를 클로닝한다.

항체를 이용한 스크리닝 방법은 목적하는 유전자를 직접적으로 찾는 것이 아니라 유전자에 의해 발현된 단백질을 탐색하는 과정이다. 따라서 이 방법을 이용하기 위해서는 목적하는 유전자가 발현되어 단백질이 만들어져야 하며 그 단백질이 숙주세포 내에 존재하지 않아야 한다는 전제조건을 충족해야 한다.

### 발현벡터의 사용
항체를 이용한 스크리닝은 목적 유전자가 발현되고 단백질이 숙주세포 안에 존재해야 한다. 일반적으로 동물이나 식물 유래 유전자들은 대장균 세포에서 발현 되지 않는데 이처럼 한 생물체 유래 유전자가 다른 유기체에서는 발현 되지 않는 경우가 있을 수 있다. 이와 같은 문제점을 해결하기 위해 숙주 세포내에서 클로닝된 유전자가 발현될 수 있도록 고안된 발현벡터라는 특수한 벡터를 사용한다. 발현벡터를 사용함으로써 동물세포 유래 유전자를 포함하는 재조합 대장균 콜로니를 선별하여 여러 중요한 호르몬의 유전자들을 획득할 수 있게 된다.

## 유전자 발현 차이를 이용한 스크리닝
자극을 준 세포와 그렇지 않은 두 세포 간의 유전자의 발현 차이를 이용하여 특정 자극에 의해 발현된 유전자에 대한 스크리닝이 이루어질 수 있다. 이를 이용한 방법에는 감산 혼성화(subtractive hybridization)법이 있다.

### 감산 혼성화법
두 종류의 세포에서 나타나는 유전자의 발현 차이를 이용하여 특정 신호에 의해 발현된 유전자 또는 세포 특이 유전자를 클로닝할 수 있다.

#### 원리 및 방법
감산 혼성화법은 두 종류의 세포중 한 세포에서는 특정 유전자가 발현되고 다른 세포에서는 발현되지 않을 때 이 두 세포를 비교하여 발현되는 유전자를 스크리닝하는 방법이다. 특정 유전자가 발현된 세포의 cDNA에서 비발현된 세포의 cDNA를 빼는 즉, 감산하는 방법이다. 감산 혼성화를 이용한 스크리닝 과정은 다음과 같다.
1. 특정 자극을 준 세포로부터 mRNA를 분리하고 단일가닥 cDNA를 제조한다.
2. 자극을 주지 않은 대조군 세포에서 mRNA만을 분리하고 이들을 혼성화시킨다.
3. DNA-RNA 혼합물을 수산화인회석 컬럼에 흘려보내고 이로부터 특정 자극에 의해 특이적으로 발현된 mRNA 유래 cDNA만을 분리한다.
4. 이를 이용하여 감산 cDNA 라이브러리를 제조한다.

#### 수산화인회석 컬럼
수산화인회석은 Ca10(PO4)6OH2의 화학식을 가지며 뼛속에서 인산과 칼슘을 저장하는 염이다. DNA는 칼슘염에 잘 흡착한다.
대부분의 mRNA는 cDNA와 상보적인 염기서열을 가지므로 DNA-RNA 이중가닥을 형성하지만 특정 자극에 의해 발현된 mRNA 유래 cDNA는 상보적인 염기서열을 가진 mRNA가 없어 단일가닥으로 남아 있게 된다. 수산화인회석 컬럼에 이중가닥 DNA-RNA는 결합하지만 단일가닥은 결합하지 않고 그대로 용출되는데 이렇게 용출된 cDNA를 모아 감산 라이브러리를 제조할 수 있다.

## 특정 단백질과의 결합을 이용한 스크리닝
스크리닝에 특정 단백질과의 결합을 이용할 수 있는데 이와 같은 방법에는 효모 이중 하이브리드(yeast two hybrid)법과 파지 디스플레이(phage display)법 등이 있다.

### 효모 이중 하이브리드법
효모 이중 하이브리드법은 단백질의 결합 여부를 확인할 수 있을뿐 아니라 특정 단백질에 결합하는 리간드를 탐색, 클로닝할 수 있다.

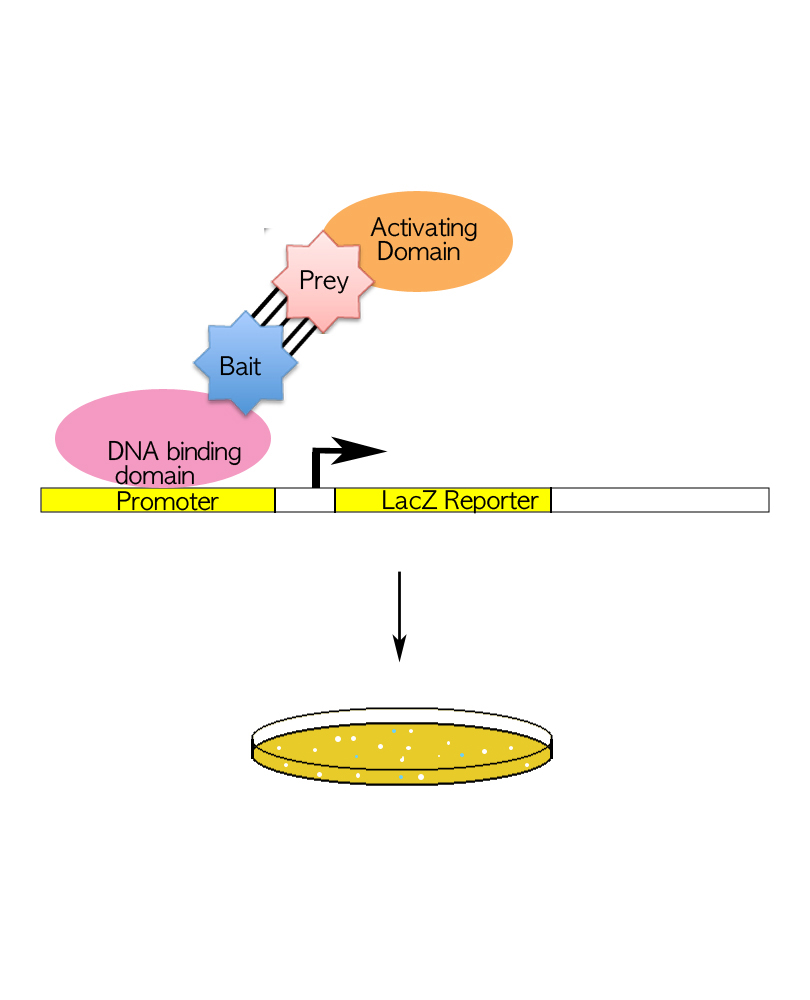
DNA 결합 도메인과 전사 활성 도메인을 이용하여 연구하는 단백질에 결합하는 리간드를 찾는 효모 이중 하이브리드법을 보여준다.

#### 원리 및 방법
이 기법에서는 전사인자의 특성이 이용된다. 전사인자는 프로모터나 인핸서에 결합하여 표적 유전자의 전사를 촉진하는데 DNA 결합과 전사의 촉진은 각각 DNA 결합 도메인과 전사 활성 도메인에 의해 이루어진다. 보통 전사인자는 2개의 도메인을 한 폴리펩타이드 내에 가지지만 서로 가까이에 위치했을 때에도 전사가 일어날 수 있다.이를 이용하여 이중 하이브리드 클로닝법이 개발되었다.
DNA 결합 도메인에 융합된 단백질이 전사 활성 도메인에 융합된 단백질이 결합했을 때 전사 활성 도메인이 전사의 개시점 근처에 놓이게 되고 표적 유전자가 발현됨을 이용한다. 유전자가 발현되었다는 것은 두 단백질이 결합하였음을 의미하므로 특정 단백질의 리간드를 탐색하는데 사용될 수 있다. 효모 이중 하이브리드법을 이용한 스크리닝 과정은 다음과 같다.
1. 연구하려는 단백질과 DNA 결합 도메인이 융합된 단백질을 발현시키기 위한 벡터를 제작한다.
2. 이를 효모에 도입하여 형질전환시키고 형질전환체를 선별한다.
3. 리간드 mRNA 집합으로부터 cDNA를 만들고 전사 활성 도메인 cDNA와 융합된 발현 라이브러리를 제작한다.
4. 이를 앞서 선별된 형질전환체에 도입하고 유전자의 발현이 일어나는 효모의 콜로니를 선별한다.
5. 이로부터 벡터를 분리하여 연구하려는 단백질에 결합하는 리간드를 발현하는 cDNA를 클로닝한다.

#### 한계점
효모 이중 하이브리드법은 실험원리상 한계점을 가지기도 한다.
- 번역 후 변형이 일어난 후 리간드와 결합이 일어나는 단백질의 경우 이 방법을 이용할 수 없다.
- 두 단백질 간 결합에 금속 이온 또는 DNA와 같은 요소가 관여할 경우 이 방법을 이용할 수 없다.
- 단백질이 세포 내 특정 부위에 도달해 구조가 완성되고 리간드에 결합할 경우 이 방법을 이용할 수 없다.

### 파지 디스플레이법
마찬가지로 단백질의 결합에 기초한 스크리닝 방법으로 새로운 리간드나 단백질 결합에 관여하는 단백질 서열을 찾기 위해 사용된다. 섬유형태의 파지인 M13과 이와 유전적으로 유사한 fd, f1도 널리 쓰인다. 섬유형태 파지의 일부 외피 단백질이 다른 단백질과 융합된 단백질로 잘 발현될 수 있음에서 고안되었다.

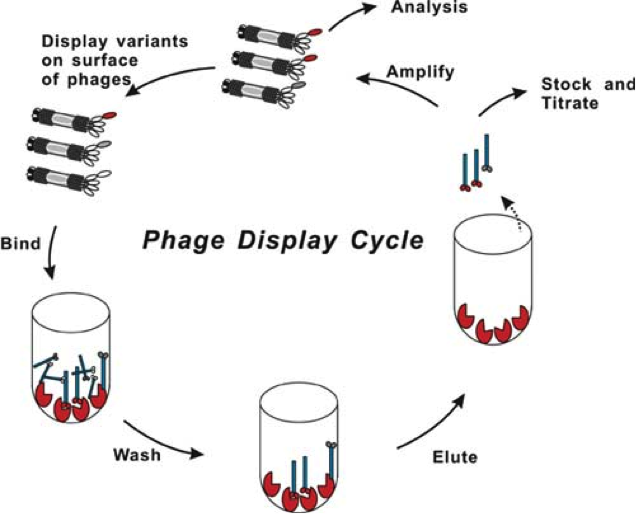
외피단백질 암호화 유전자와 특정 cDNA 라이브러리를 융합하여 파지의 표면에 융합단백질이 나타나게 하고 특정 단백질과 결합하는 리간드를 탐색하는 파지 디스플레이법을 보여준다.

#### 원리 및 방법
특정 cDNA 라이브러리와 외피 단백질 암호화 유전자를 융합하여 다양한 단백질이 파지의 표면에 나타나게하고 특정 단백질과 결합하는 것만을 선별하여 리간드 단백질 발현 유전자를 클로닝한다. 자세한 과정은 다음과 같다.
1. 외피 단백질 암호화 유전자와 융합된 cDNA 라이브러리를 제작하고 파지에서 발현시킨다.
2. 특정 단백질을 평판 배양기의 바닥에 부착시킨 후 파지와 결합시킨다.
3. 단백질에 결합하지 않은 파지들을 씻어내고 결합한 파지를 분리한다.
4. 분리한 파지를 숙주세포에 감염시키고 DNA를 분리하여 리간드 단백질 암호화 cDNA를 클로닝한다.

#### M13
M13은 파지 디스플레이법에 많이 쓰이는 선형 막대모양의 바이러스로 길이 600 nm, 지름 6.5 nm를 가진다. M13은 많은 외피 단백질을 가지는데 파지 디스플레이법에 가장 많이 쓰이는 것은 pⅢ와 pⅧ이다. 바이러스 말단에 5개의 pⅢ가 존재하고 426개의 아미노산으로 구성되어 있다. pⅢ의 N 말단에 융합된 펩타이드 라이브러리가 삽입되어 발현된다. pⅧ는 2700개 정도 존재하고 크기는 pⅢ보다 작아 73개의 아미노산으로 구성되어 있다.

## 같이 보기
- 클로닝

## 참고 문헌
- 남상욱 외, 유전공학의 이해 제 3판 , 라이프 사이언스, 2016, ISBN 978-89-6154-246-3
- 남상욱 외, 유전공학의 이해, 라이프 사이언스, 2008,  ISBN 978-89-6154-009-4
- T.A.BROWN, 이병무 외 역, 유전자 클로닝과 DNA 분석, 2008, ISBN 978-89-5881-103-9